# Kodespil
Kodespil (eller kaste koder) er et kastespil, hvor man kaster mellemfodsknogler fra en ko eller andet klovdyr mod et antal andre opretstående knogler, og hvor man scorer point efter hvor mange mål-knogler, man vælter. Kasteknoglerne er typisk fyldt med bly (eller evt. ler, mens målknoglerne ikke er. Spillet, som kendes fra Holland (under navnet werpkoot eller kootspel) indtil begyndelsen af 1900-tallet, lader til at være uddødt i Danmark siden begyndelsen af 1800-tallet.
Keglespil er afledt af kodespil.